# جورج بوش الابن
جورج والكر (دبليو) بوش (بالإنجليزية: George W. Bush)؛ (ولد في 6 يوليو 1946) هو سياسي ورجل أعمال أمريكي ينتمي إلى الحزب الجمهوري، شغل منصب الرئيس الثالث والأربعين للولايات المتحدة في الفترة من 2001 إلى 2009، وكان الحاكم السادس والأربعين لولاية تكساس في الفترة من 1995 إلى 2000.
تخرج بوش من جامعة ييل في عام 1968 وكلية هارفرد للأعمال في عام 1975، وعمل في صناعة النفط. تزوج من لورا ويلش في عام 1977، وترشح دون نجاح لمجلس النواب الأمريكي بعد ذلك بوقت قصير. وقد اشترك لاحقا في ملكية فريق البيسبول تكساس رنجر قبل أن يفوز على آن ريتشاردز في انتخابات حكم ولاية تكساس عام 1994. انتخب بوش رئيسا في عام 2000 وحقق انتصارا متقاربا ومثيرا للجدل على منافسه الديمقراطي آل غور، ليصبح الرئيس الرابع الذي ينتخب وقد حصل على أصوات شعبية أقل من خصمه.
ينتسب جورج بوش لعائلة سياسية بارزة، هو الابن البكر لباربرا وجورج بوش، الرئيس الحادي والأربعين للولايات المتحدة، ما جعله ثاني رئيس يتولي المنصب بعد والده، في أعقاب رئاسة جون كوينسي آدمز. وشقيقه هو جيب بوش، الحاكم السابق لولاية فلوريدا، وكان مرشحا لنيل بطاقة الحزب الجمهوري في الانتخابات الرئاسية عام 2016. وكان جده من أبيه، بريسكوت بوش، سيناتورا من ولاية كونيتيكت.
وقعت هجمات 11 سبتمبر الإرهابية بعد ثمان أشهر من تولي بوش المنصب. استجاب بوش بما أصبح يسمى مبدأ بوش: إطلاق حملة "الحرب على الإرهاب"، وهي حملة عسكرية دولية شملت الحرب في أفغانستان عام 2001 وحرب العراق في عام 2003. كما عزز السياسات المتعلقة بالاقتصاد والرعاية الصحية والتعليم، وإصلاح الضمان الاجتماعي، وتعديل الدستور لحظر زواج المثليين. ووقع على تخفيضات كبيرة في الضرائب، وقانون باتريوت، وقانون عدم ترك أي طفل، وقانون حظر الإجهاض للولادة الجزئية، ومخصصات الأدوية الطبية من ميديكير لكبار السن، وتمويل برنامج الإغاثة لمرضى الإيدز المعروف باسم بيبفار. وشملت ولايته مناقشات وطنية حول الهجرة، والضمان الاجتماعي، والمراقبة الإلكترونية، والتعذيب.
في السباق الرئاسي عام 2004، هزم بوش السناتور الديمقراطي جون كيري في انتخابات قريبة نسبيا. بعد إعادة انتخابه، تلقى بوش انتقادات كبيرة ومتزايدة من جميع الأطياف السياسية لطريقة تعامله مع حرب العراق وإعصار كاترينا  وغيرها من التحديات. وسط هذا الانتقاد، استعاد الحزب الديمقراطي السيطرة على الكونغرس في انتخابات مجلس الشيوخ عام 2006. في ديسمبر 2007، دخلت الولايات المتحدة في فترة ركود هي الأطول بعد الحرب العالمية الثانية، التي غالبا ما يشار إليها باسم "الركود الكبير"، مما دفع إدارة بوش للحصول على موافقة الكونغرس لإقرار برامج اقتصادية متعددة تهدف للحفاظ على النظام المالي للبلاد. على الصعيد الوطني، كان بوش أحد أكثر (وكذلك أقل) الرؤساء شعبية في تاريخ البلاد، بعد أن حصل على أعلى معدلات الموافقة الرئاسية المسجلة في أعقاب هجمات 11 سبتمبر، وكذلك إحدى أدنى درجات الموافقة خلال الأزمة المالية عام 2008.
غادر بوش منصبه في عام 2009، وعاد إلى تكساس حيث اشترى منزلا في بلدة كراوفورد. وكتب مذكراته بعنوان نقاط القرار. افتتح مكتبته الرئاسية في عام 2013. وقد نالت رئاسته إحدى أسوأ استطلاعات المؤرخين التي نشرت في أواخر عام 2000 و 2010.

## فترة حكمه
تعتبر الفترة التي ولي فيها جورج دبليو بوش رئيسا للولايات المتحدة الأمريكية، هي فترة حرجة حيث تعرضت نيويورك لهجوم بالطائرات ينسب إلى تنظيم القاعدة على برجي التجارة العالمي في 11 سبتمبر 2001، حيث راح ضحيته ما يقارب 3000 من المدنيين، أعلن بعدها عن الحرب على الإرهاب في أفغانستان سنة 2001 وبعدها حرب العراق سنة 2003.
اقتصاديا، كان وراء إجراءات حازمة، بإعادة هيكلة للبنوك، مع ضخ لقيمة مالية كبيرة في الأسواق حفاظاً ومنعاً لسقوطها نتيجة أزمة اقتصادية تعتبر الأكبر منذ 1929 تسببت في ركود عدد من الدول ووصول البطالة إلى أعلى مستوياتها في 5 سنين.
بعد نهاية فترة رئاسته رجع إلى ولاية تكساس مع عائلته واشترى بيتاً في مدينة دالاس وله كتاب سماه نقاط القرار.
استقبل الرئيس بوش بحفاوة كبيرة خلال زيارته لجورجيا، نظرا لأن الحكومة في عهده سهلت الانتقالية من التبعية التي كانت لجورجيا نحو موسكو،

## حياته الخاصة
ولد جورج والكر بوش في مدينة نيو هيفن، كونيتيكت بتاريخ 7 تموز 1946. وهو المولود الأول لجورج بوش الأب وباربرا بوش وتربى في مدينة مدلاند، تكساس ومدينة هيوستن، تكساس. وله أخوين وأختين (توفيت اخته الصغرى بعمر 3 سنوات). ينحدر الرئيس بوش من أصول إنكليزية وألمانية وأيرلندية وفرنسية وسكوتلندية.

### تعليمه
حضر جورج والكر بوش مدارس الدولة العامة في مدينة مدلاند، تكساس وبعد انتقال العائلة إلى هيوستن سُجِّلَ بمدارس المدينة.
سجل بجامعة ييل في مدينة مدلاند، تكساس بين 1964 و1968 حيث تخرج بشهادة تاريخ. بعدها حضر جامعة هارفارد وتخرج بشهادة ماجستير إدارة الأعمال. وهو الرئيس الأمريكي الوحيد بشهادة إدارة أعمال.

## طيران الحرس الوطني بولاية تكساس

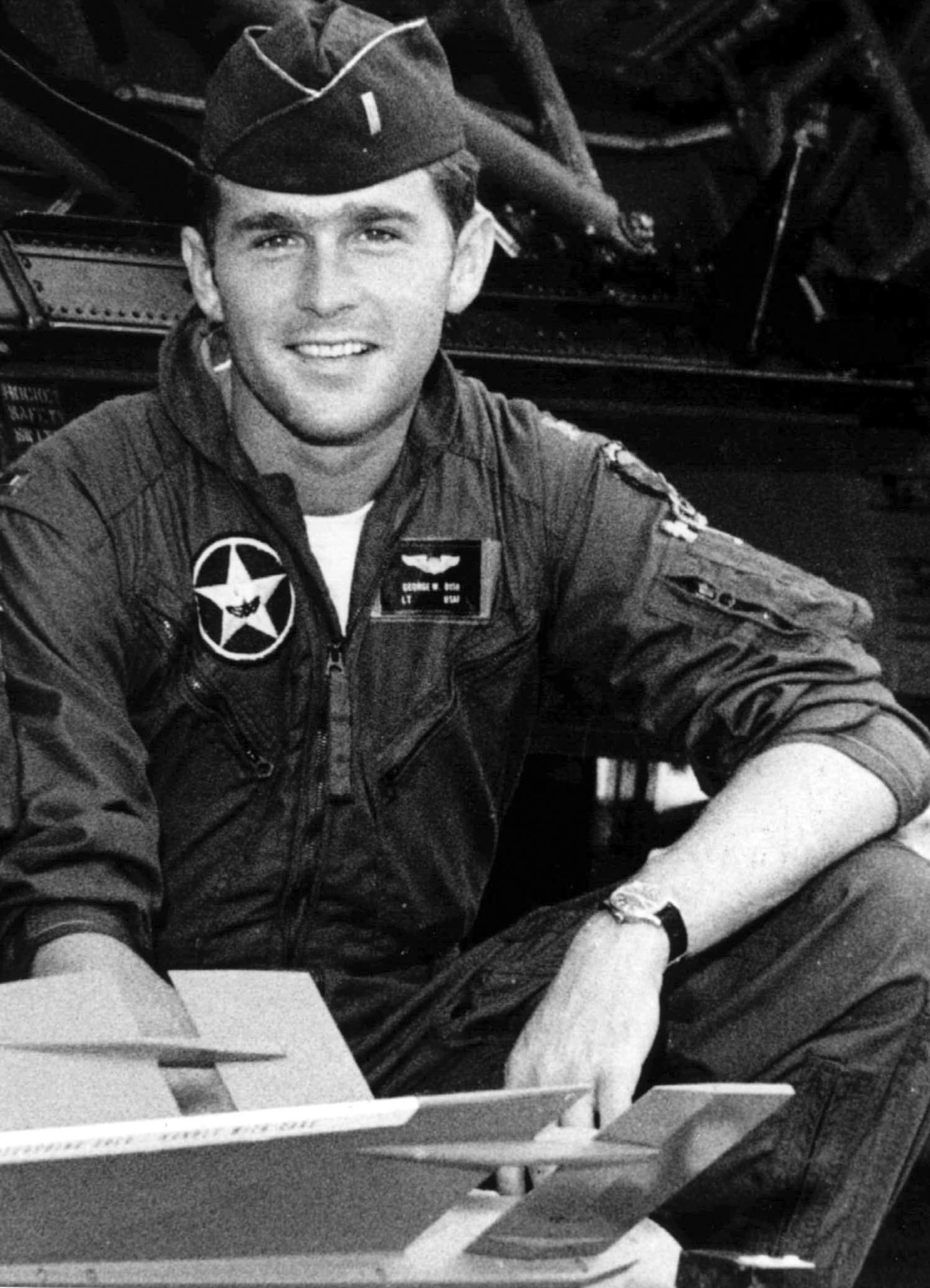
صورة جورج والكر بوش بزي الطيار

بشهر ايار 1968 التحق جورج والكر بوش بطيران الحرس الوطني بولاية تكساس بعد سنتين من التدريب  وأصبح هنالك طياراً رسمياً وإنظم إلى فريق طياري هيوستن التابع لوزارة الدفاع. وفي سنة 1972 توقف عن العمل هناك وبذلك انتهت خدمته العسكرية بتاريخ 21 نوفمبر 1971.
لقد تأثر جورج بوش في حياته السياسية بالعديد من المؤثرات التي دفعته إلى تبني مواقف سياسية معينة وفي مقدمتها المواقف التي مر بها في حياته والمتعلقة بدرجة أولى بتأثير علاقة والده وكرهه له، إلى جانب ذلك فشله في إدارة شركات نفط العائلة ووفاة أخته الصغرى بولين روبنسون كان متأثر بها إضافة إلى الإدمان على الكحول وتأثير الدين على توجهاته هذا فضلا على العداوة التي كانت تجمعه ببعض الشخصيات والتي كانت دافعا لإعلان الحرب على الإرهاب من جهة وغزو العراق من جهة أخرى، وعلاقاته الشخصية مع صدام حسين وبالنسبة للقاعدة لقد شكلت شخصية الرجل المكلف بالاعلام في المعلومات الموجهة للولايات المتحدة الأمريكية حول نقاط الضعف والقوة لطالبان

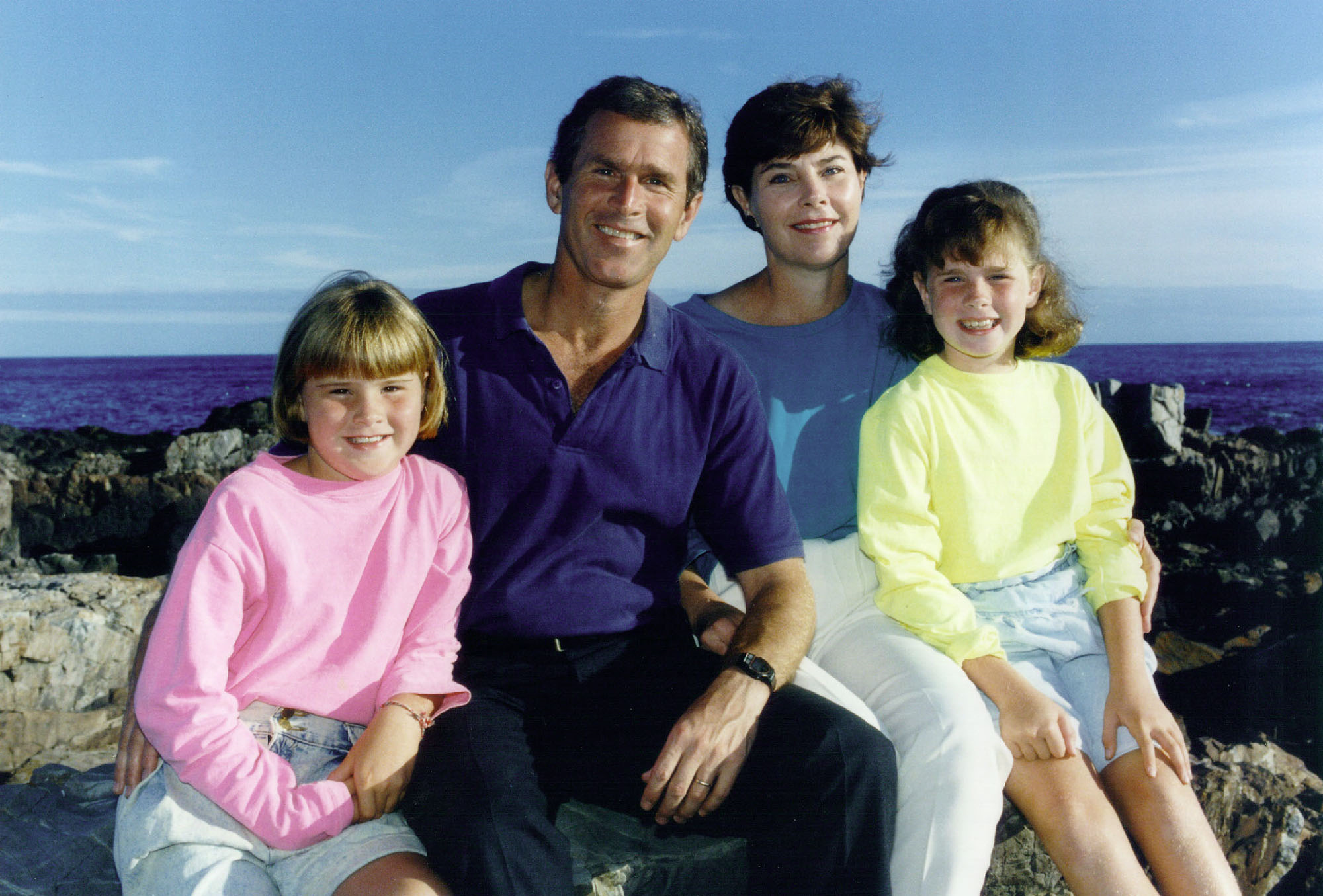
صورة عائلة جورج والكر بوش سنة 1990

### زواجه وحياته العائلية
خلال حفلة في منزل أصدقاءه سنة 1977 تم تعريفه بلورا بوش من قبل أصدقائه وكانت وقتها معلمة في مدرسة وتعمل في مكتبة المدرسة أيضاً. وبعد ثلاثة أشهر بتاريخ 5 نوفمبر تزوج منها. وفي سنة 1981 رزق الزوجان ببنتين توأم هما: باربرا بيرس بوش وجينا بوش. وتخرجت كل من باربرا وجينا من الجامعة سنة 2004.
يقول جورج والكر بوش أن زوجته أثرت عليه ايجابياً وغيرت حياته عندما ساعدته على ترك الكحول سنة 1986. ويذكر أنه قرأ أكثر من 190 كتاباً خلال فترة رئاسته التي بلغت ثمانية سنوات. ومن هوايته الأخرى هي لعبة الغولف.

## بدايات حياته العملية
بتاريخ 1978 رشح جورج والكر بوش نفسه لمنصب مجلس النواب الأمريكي وخسر تلك الانتخابات بفارق 6%  مما جعله يذهب إلى صناعة النفط وعندها أسس شركة صغيرة سماها «اربستو اينيرجي» ونجحت شركته وأصبحت من كبرى الشركات النفطية مما جعله يغير اسم الشركة إلى «بحوث بوش» ودمج شركته مع شركات أخرى ليشكل شركة «سبيكتروم 7» وتولى منصب رئاستها بعد ذلك.
انتقل بوش إلى واشنطن العاصمة ونقل معه زوجته وإبنتيه للعيش معه. وذلك كان لكي يساعد والده خلال حملته الانتخابية للرئاسة. وبعد الحملة الناجحة لوالده وانتخاب والده للرئاسة عاد إلى تكساس واشترى أسهم بفريق تكساس رينجرز وأصبح المدير العام للفريق لمدة خمس سنوات. أحبه الناس لأنه اختار الجلوس معهم في مقاعد ملعب الفريق. وبعد خمس سنوات باع اسمه في الفريق وربح 15 مليون دولار أمريكي.

## حاكم تكساس

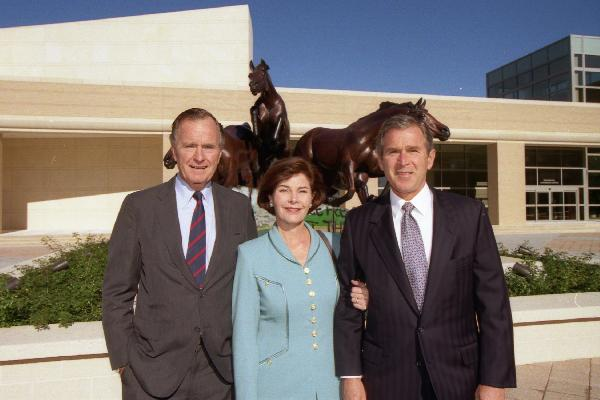
جورج بوش خلال حكمه لولاية تكساس ومعه زوجته لورا بوش ووالده الرئيس جورج بوش الأب

أعلن جورج والكر بوش حملة ترشيح لتولي منصب حاكم تكساس سنة 1994. ركزت حملته الانتخابية على التعليم والأمن وغيرها من القضايا المهمة للناخبين وقتها. وواجه في هذه الانتخابات آن ريتشاردز من الحزب الديمقراطي  التي كانت حاكمة تكساس وترشح لإعادة انتخابها للمنصب. ولكنه ربح الانتخابات في النهاية وأصبح حاكماً لولاية تكساس بعد فوزه بنتيجة 53.5% من الأصوات.
- استعمل جورج والكر بوش فائض ميزانية الولاية الذي بلغ 2 مليار دولار أمريكي لكي يحسّن التعليم في مدارس الولاية ويخفض نسبة الجريمة والعنف المنزلي. وعرف عنه أنه حسن التعليم بالولاية حيث جعل الطلاب يحصلون على درجات أعلى مقارنة بالولايات الأخرى.[35]
- ساعد جورج والكر بوش ولاية تكساس بالحصول على المرتبة الأولى بين الولايات الأمريكية الأخرى بإنتاج طاقة الرياح.

في سنة 1998 اُنْتُخِبَ لولاية جديدة بنسبة 69%  من الأصوات وأصبح بذلك أول حاكم بولاية تكساس ليُنتخب مرة ثانية. ويعرف أن شعبيته ارتفعت كثيراً بين الناس في الولاية خاصة عندما أعلن يوم 10 يونيو 2000 يوم يسوع المسيح في تكساس وطلب من السكان أن يعملو فعل خير ويساعدو الفقير في ذلك اليوم وذلك بسبب كون سكان الولاية من المحافظين والمتدينين.
خلال فترة حكمه للولاية كانت الأضواء عليه لكي يترشح لمنصب رئيس الولايات المتحدة وذلك كان سبب ترشيحه سنة 2000.

## فترة رئاسته

الدول التي زارها جورج بوش خلال فترة رئاسته

على الرغم من أن بوش حدد الخطوط العريضة في الأصل وحدد جدول أعمال طموح للعمل خلال فترة رئاسته، إلا أن أولوياته تغيرت بشكل ملحوظ في أعقاب هجمات 11 سبتمبر الارهابية عام 2001. اندلعت الحرب في أفغانستان والعراق وبدأت المناقشات الداخلية بشأن الهجرة والرعاية الصحية والأمن الاجتماعي والسياسة الاقتصادية والتعامل مع المعتقلين المتهمين بالإرهاب. دخلت الولايات المتحدة ركود اقتصادي.

## السياسة الخارجية
تضمن برنامج سياسة بوش الخارجية خلال حملته الرئاسية دعم علاقات اقتصادية وسياسية أقوى مع أمريكا اللاتينية، وخاصة المكسيك، وتقليص المشاركة في «بناء الأمة» وغيرها من الاشتباكات العسكرية الصغيرة. اتبعت الإدارة نظام دفاع صاروخي وطني. أيد بوش انضمام الصين إلى منظمة التجارة العالمية.
بدأ بوش ولايته الثانية بالتركيز على تحسين العلاقات المتوترة مع الدول الأوروبية. عين المستشارة المخضرمة كارين هيوز للإشراف على حملة علاقات عامة عالمية. أشاد بوش بالنضالات المؤيدة للديمقراطية في جورجيا وأوكرانيا.
عكس بوش في مارس عام 2006 عقودًا من السياسة الأمريكية عندما زار الهند في رحلة ركزت بشكل خاص على مجالات الطاقة النووية، والتعاون في مكافحة الإرهاب، والمناقشات التي من شأنها أن تؤدي في نهاية المطاف إلى الاتفاقية النووية المدنية بين الهند والولايات المتحدة. تناقض ذلك بشكل كبير مع الموقف الذي اتخذه سلفه، بيل كلينتون، الذي وصف نهجه ورد فعله على الهند بعد التجارب النووية عام 1998 بأنه «عقوبات وتهويل».
أثيرت بعض الأسئلة في منتصف فترة ولاية بوش الثانية حول ما إذا كان سيتراجع عن أجندة الحرية والديمقراطية؛ والتي سُلِّط الضوء عليها في تغييرات السياسة تجاه بعض الجمهوريات السوفيتية السابقة الغنية بالنفط في آسيا الوسطى.
وقّع بوش على معاهدة التقليل من الأسلحة الهجومية الاستراتيجية مع روسيا. سحب دعم الولايات المتحدة للعديد من الاتفاقيات الدولية، بما في ذلك معاهدة الصواريخ المضادة للباليستية مع روسيا.
شدّد بوش على اتباع نهج حذر في التعامل مع الصراع بين إسرائيل والفلسطينيين. وندد برئيس منظمة التحرير الفلسطينية ياسر عرفات لدعمه العنف، ولكنه رعى الحوارات بين رئيس الوزراء أرييل شارون ورئيس السلطة الوطنية الفلسطينية محمود عباس. أيد بوش خطة شارون لفك الارتباط أحادي الجانب، وأشاد بالانتخابات الديمقراطية التي أجريت في فلسطين بعد وفاة عرفات.
زار بوش البابا يوحنا بولس الثاني في قلعة غاندولفو في يوليو عام 2001.
أعرب بوش عن دعم الولايات المتحدة للدفاع عن تايوان بعد المواجهة في أبريل عام 2001 مع الصين بشأن حادثة جزيرة هاينان؛ عندما اصطدمت طائرة استطلاع من طراز إي بّي-3 إي آيريس الثانية (لوكهيد إي بّي-3) بطائرة تابعة للقوات الجوية لجيش التحرير الشعبي، مما أدى إلى اعتقال أفراد أمريكيين. سمح بوش بالتدخل العسكري الأمريكي في هايتي وليبيريا لحماية المصالح الأمريكية منذ عام 2003 حتى عام 2004. ندد بوش بهجمات الميليشيات على دارفور، ووصف عمليات القتل في السودان بأنها إبادة جماعية. شدد بوش على أهمية تواجد قوات حفظ السلام الدولية في دارفور، ولكنه عارض إحالة الوضع إلى المحكمة الجنائية الدولية.
التقى بوش في 10 يونيو عام 2007 برئيس الوزراء الألباني صالح بريشا، وأصبح أول رئيس يزور ألبانيا. أعرب بوش عن دعمه لاستقلال كوسوفو. عارض بوش استقلال أوسيتيا الجنوبية. تكلم في 15 أغسطس عام 2008 عن الغزو الروسي لدولة جورجيا قائلًا: «التنمر والتهويل ليسا طريقتين مقبولتين لإدارة السياسة الخارجية في القرن الحادي والعشرين».

### هجمات 11 سبتمبر
كانت هجمات 11 سبتمبر الإرهابية نقطة تحول رئيسية في رئاسة بوش. خاطب الأمة من المكتب البيضاوي في ذلك المساء، ووعد برد قوي على الهجمات. شدد أيضًا على ضرورة اجتماع الأمة وتوفير الراحة لأسر الضحايا. ذهب بوش بعد ثلاثة أيام من الهجمات بزيارة إلى منطقة الصفر والتقى بالعمدة رودي جولياني ورجال الإطفاء وضباط الشرطة والمتطوعين. خاطب بوش الحشد عبر مكبر صوت وهو يقف على الأنقاض: «يمكنني سماعكم، ويمكن لبقية العالم سماعكم أيضًا. سيسمعوننا الناس الذين هدموا هذه المباني جميعًا قريبًا».
أدان بوش أسامة بن لادن وتنظيم القاعدة في خطاب ألقاه في 20 سبتمبر، وأصدر إنذارًا نهائيًا لنظام طالبان في أفغانستان، إذ كان بن لادن يعمل من أجل «تسليم الإرهابيين، أو المشاركة في مصيرهم».

### عقوبات سوريا
وسع بوش العقوبات الاقتصادية على سوريا. وقع بوش في عام 2003 على قانون محاسبة سوريا، الذي وسع العقوبات المفروضة على الدولة. جمدت وزارة الخزانة في أوائل عام 2007، بموجب أمر تنفيذي صدر في يونيو عام 2005، الحسابات المصرفية الأمريكية للمعهد العالي للعلوم التطبيقية والتكنولوجيا في سوريا، ومعهد الإلكترونيات، والمختبر الوطني للمعايير والمعايرة. حظر أمر بوش على الأمريكيين التعامل مع هذه المؤسسات المشتبه في أنها تساعد في نشر أسلحة الدمار الشامل ودعمها للإرهاب. جمدت وزارة الخزانة أصول لبنانيَين واثنين من السوريين متهمة إياهم بتنفيذ أنشطة «لتقويض العملية السياسية المشروعة في لبنان» في نوفمبر عام 2007؛ وذلك بموجب أوامر تنفيذية منفصلة وقَّع عليها بوش في عام 2004 ولاحقًا عام 2007، ومن بين هؤلاء: أسعد حليم حردان، عضو مجلس النواب اللبناني والزعيم الحالي للحزب الوطني السوري الاشتراكي، ووئام وهاب، عضو سابق في الحكومة اللبنانية (وزير البيئة) في عهد رئيس الوزراء عمر كرامي (2004-2005). حافظ مخلوف، عقيد ومسؤول كبير في المخابرات العامة السورية وابن عم الرئيس السوري بشار الأسد، ومحمد ناصيف خير بك، الذي عُرِف بأنه مستشار مقرب من الرئيس الأسد.

### الحرب على الإرهاب

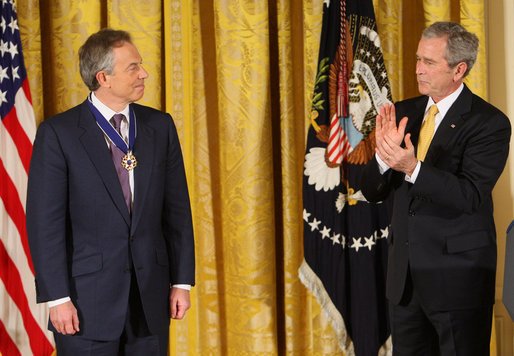
الرئيس بوش يقلد رئيس الوزراء البريطاني توني بلير وسام الحرية الرئاسي.

بعد 11 سبتمبر، أعلن بوش حرباً عالمية على الإرهاب. أمر بوش بحرب أفغانستان (2001 -) للإطاحة بنظام طالبان والقاعدة. في خطاب حالة الاتحاد لسنة 2002 أكد بوش أن «محور الشر» الذي يضم كل من كوريا الشمالية وإيران، والعراق كان يهدد السلام العالمي ويشكل خطراً كبيراً ومتزايداً. وأكدت إدارة بوش على حد سواء حقها وعزمها على شن حرب وقائية. واصلت المعارضة انتقادها لقيادة بوش في الحرب على الإرهاب وزادت انتقادها الحرب على العراق.

### أفغانستان
في 7 أكتوبر، 2001، القوات الأمريكية والبريطانية بدأت حملات القصف التي أدت إلى وصول قوات التحالف الشمالي إلى كابول في 13 نوفمبر. وكانت الأهداف الرئيسية للحرب لهزيمة طالبان، طرد تنظيم القاعدة من أفغانستان، والقبض على قادة القاعدة. في ديسمبر 2001، ذكرت وزارة دفاع الولايات المتحدة أنه تم هزيمة طالبان، ولكن حذر من أن الحرب ستستمر لمواصلة إضعاف طالبان وقادة تنظيم القاعدة. في وقت لاحق الإدارة الأفغانية الانتقالية للأمم المتحدة في ذلك الشهر قد شهد تنصيب حامد كرزاي رئيساً لإفغانستان. في عام 2002، استنادا إلى أرقام اليونيسيف كانت أفغانستان بحاجة إلى مساعدات فأمر بوش بإرسال مساعدات إنسانية لمساعدة الشعب الأفغاني.

### غزو العراق
بدأ بوش بخطاب حالة الاتحاد الذي القاه بشهر يناير من سنة 2002 بالاهتمام علنا بقضية العراق الذي وصفه بأنه (جزء من محور الشر المتحالف مع الارهابيين) ويشكل «خطرا كبيرا ومتزايد» لمصالح الولايات المتحدة من خلال حيازته على أسلحة الدمار الشامل. 

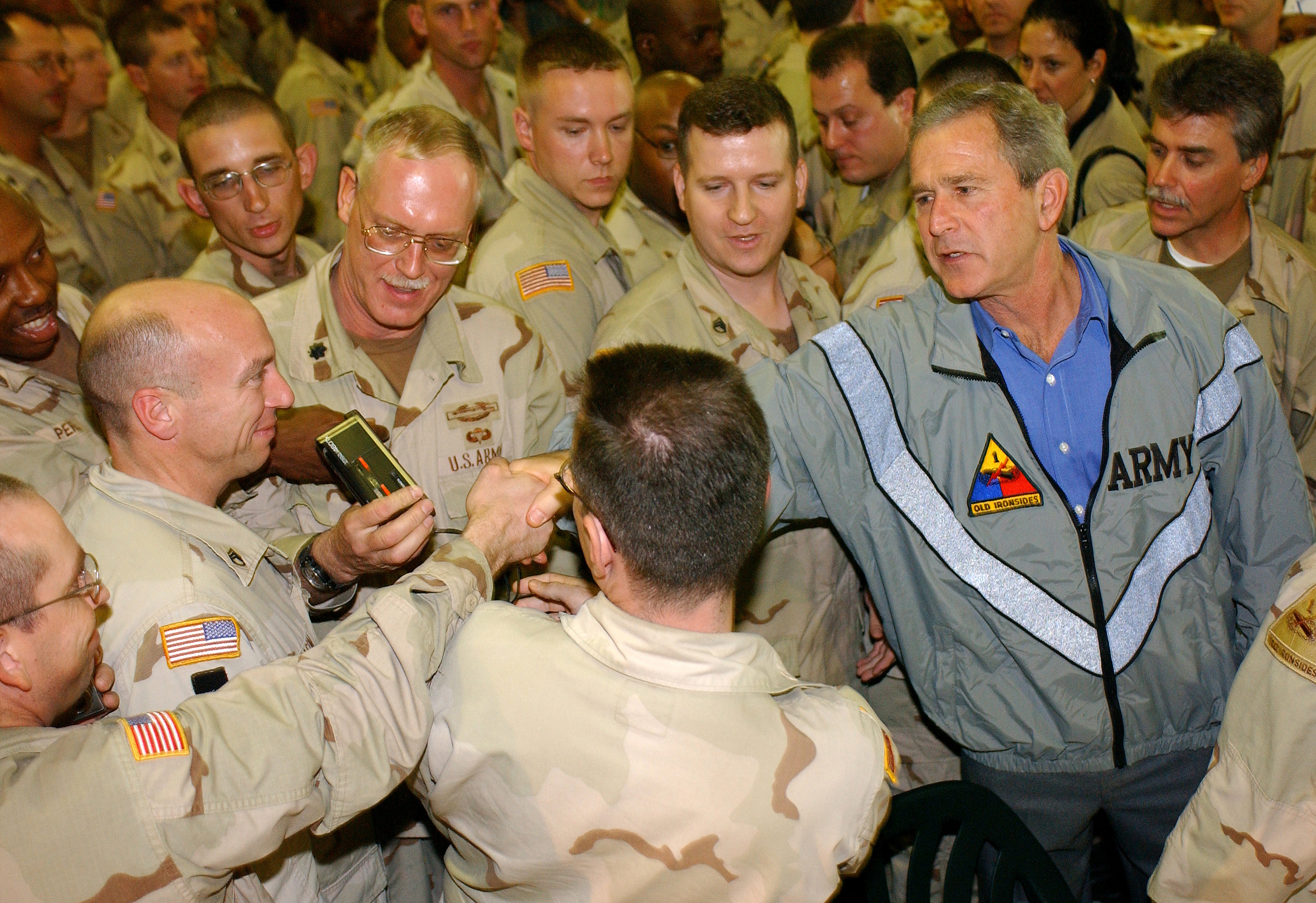
زيارة بوش للقوات الأمريكية المتمركزة في مطار بغداد الدولي عام 2007

في النصف الأخير من عام 2002، زعمت تقارير وكالة المخابرات المركزية الأمريكية أن صدام حسين كان ينوي إحياء برامج الأسلحة النووية، وأن الأسلحة البيولوجية والكيماوية العراقية لم يتم تقديرها بشكل صحيح، وأن بعض الصواريخ العراقية لديها مدى أكبر من المسموح به بموجب عقوبات الأمم المتحدة. هناك مزاعم بأن إدارة بوش تلاعبت بالأدلة أو بالغت في التهديد على قدرات أسلحة الدمار الشامل العراقية، وهي من الأنتقادات التي وجهت إلى جورج بوش وإدارته.
في أواخر عام 2002 وأوائل عام 2003، حث بوش الأمم المتحدة على تنفيذ التزامات لنزع سلاح العراق، مما ادى لأشتعال أزمة دبلوماسية عرفت باسم أزمة نزع سلاح العراق. وفي نوفمبر 2002، قاد هانز بليكس ومحمد البرادعي فريقًا من مفتشي الأسلحة التابعين للأمم المتحدة في العراق، لكن الولايات المتحدة نصحتهم بمغادرة البلاد قبل أربعة أيام من الغزو الأمريكي بالرغم من مطالبهم بالمزيد من الوقت لإكمال مهامهم. سعت الولايات المتحدة في البداية إلى إصدار قرار من مجلس الأمن الدولي يجيز استخدام القوة العسكرية لكنها تخلت عن محاولة الحصول على موافقة الأمم المتحدة بسبب المعارضة الشديدة من عدة دول. ادعاء إدارة بوش بأن حرب العراق كانت جزءًا من الحرب على الإرهاب كان موضع تساؤل وطعن من قبل المحللين السياسيين.
انضمت أكثر من 20 دولة (أبرزها المملكة المتحدة) التي صنفت على أنها (من القوات متعددة الجنسيات في العراق) إلى الولايات المتحدة في غزو العراق. بدأ الغزو في 20 مارس 2003، وسرعان ما هزم الجيش العراقي، وسقطت العاصمة بغداد في 9 أبريل 2003. وفي 1 مايو أعلن بوش انتهاء العمليات القتالية الرئيسية في العراق. أدى النجاح الأولي للعمليات الأمريكية إلى زيادة شعبيته، لكن الولايات المتحدة والقوات المتحالفة معها واجهت تمردًا متزايدًا بقيادة الجماعات الطائفية؛ وانتُقد خطاب بوش الذي سماه (المهمة أنجزت) في وقت لاحق ووُصف بأنه سابق لأوانه. من عام 2004 حتى عام 2007، تدهور الوضع في العراق أكثر، إذ قال بعض المراقبين إن هناك حربًا أهلية واسعة النطاق في العراق. قوبلت سياسات بوش بالنقد، بما في ذلك المطالب المحلية بوضع جدول زمني لسحب القوات من العراق. خلص تقرير 2006 صدر عن مجموعة دراسة العراق بقيادة جيمس بيكر إلى أن الوضع في العراق «خطير ومتدهور». وبينما اعترف بوش بوقوع أخطاء إستراتيجية فيما يتعلق باستقرار العراق، أكد أنه لن يغير الإستراتيجية الشاملة للعراق. وفقًا مشروع إحصاء الجثث في العراق، قُتل حوالي 251 ألف عراقي في الحرب الأهلية التي أعقبت الغزو الذي قادته الولايات المتحدة من بينهم ما لا يقل عن 163,841 مدنيًا.
في يناير عام 2005، أجريت انتخابات اعتبرها الغرب حرة ونزيهة في العراق لأول مرة منذ 50 عامًا. وأدت إلى انتخاب جلال الطالباني رئيساً ونوري المالكي رئيساً للوزراء في العراق. أُجري استفتاء لإقرار دستور في العراق في أكتوبر 2005، بدعم من معظم الشيعة والعديد من الأكراد.
في 10 كانون الثاني عام 2007، أعلن بوش عن أرسال 21,500 جندي إضافي في العراق، بالإضافة إلى برنامج توظيف للعراقيين، والمزيد من مقترحات إعادة الإعمار، وتخصيص مبلغ 1.2 مليار دولار (ما يعادل 1.5 مليار دولار في عام 2020) لهذه البرامج. في الأول من مايو 2007، استخدم بوش حق النقض (الفيتو) للمرة الثانية لرفض مشروع قانون يحدد موعدًا نهائيًا لانسحاب القوات الأمريكية، قائلاً إن الجدل حول الصراع كان «مفهومًا» ولكنه أصر على أن استمرار الوجود الأمريكي هناك أمر حاسم.
في مارس 2008 أشاد بوش بـ (القرار الجريء) للحكومة العراقية بشن معركة البصرة ضد جيش المهدي، واصفا إياها بأنها «لحظة حاسمة في تاريخ عراق حر». وقال إنه سينظر بعناية في التوصيات الصادرة عن قائده الجنرال ديفيد بتريوس والسفير رايان كروكر حول كيفية المضي قدماً بعد انتهاء التعزيزات العسكرية في صيف عام 2008. كما أشاد بالإنجازات التشريعية للعراقيين بما في ذلك قانون التقاعد الجديد، وقال إن قانون اجتثاث حزب البعث والميزانية الجديدة وقانون العفو والإجراءات الخاصة بسلطات المحافظات مهدت الطريق للانتخابات العراقية. بحلول يوليو 2008، وصل عدد القتلى من القوات الأمريكية إلى أدنى عدد منذ بدء الحرب، وبسبب زيادة الاستقرار في العراق أعلن بوش انسحاب القوات الأمريكية الإضافية. خلال زيارة بوش الأخيرة للعراق في ديسمبر 2008، ألقى الصحفي العراقي منتظر الزيدي حذائه على بوش أثناء انعقاد مؤتمر صحفي رسمي مع رئيس الوزراء العراقي نوري المالكي. وصاح الزيدي أثناء إلقاء الحذاء واصفا ضربة الحذاء بأنها (قبلة الوداع) و (حق للأرامل والأيتام وكل من قتل في العراق).
في مارس 2010، أصدر مركز النزاهة العامة تقريرًا يفيد بأن إدارة الرئيس بوش قدمت أكثر من 900 حجة كاذبة في فترة عامين حول التهديد المزعوم للعراق ضد الولايات المتحدة، كأساس لشن الحرب في العراق.

### كوريا الشمالية

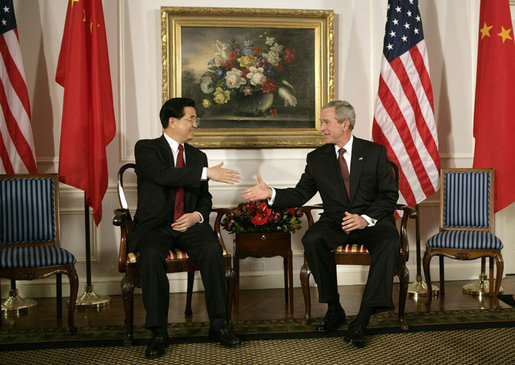
لقاء بوش والرئيس الصيني هو جينتاو عام 2006

أدان بوش علناً كيم جونغ إل رئيس كوريا الشمالية وأطلق تسمية كوريا الشمالية كواحدة من ثلاث دول في محور الشر، وقال ان الولايات المتحدة الأمريكية لن تسمح لأكثر أنظمة العالم خطورة بتهديد العالم.في 7 مايو 2007 وافقت كوريا الشمالية على إغلاق مفاعلاتها النووية فوراً بعد أن جُمّدت الحسابات الكورية الشمالية المصرفية في البنوك الأجنبية وكان هذا نتيجة لسلسلة من المحادثات التي بدأتها الولايات المتحدة والصين. في 2 سبتمبر 2007 وافقت كوريا الشمالية على كشف وتفكيك جميع برامجها النووية بحلول نهاية عام 2007.

## بعد الرئاسة
بعد تنصيب باراك أوباما انتقل بوش وعائلته إلى تكساس حيث كان هنالك احتفال للترحيب بهم في مدينة مدلاند، تكساس وبعدها ذهب مع عائلته للعيش في مدينة دالاس، تكساس، وبعد انتهاء رئاسته لم يعد بوش يظهر يومياً للاعلام ولكنه بقى يظهر في احتفالات وفي مباريات فريق البيسبول ومباريات كرة القدم الأمريكية وبعدها عندما أعلن عن مذكراته وكتابه الجديد. وقام بزيارة دول عديدة.

## وصلات خارجية
- جورج بوش الابن على موقع أوليمبيديا (الإنجليزية)
- جورج بوش الابن على موقع IMDb (الإنجليزية)
- جورج بوش الابن على موقع الموسوعة البريطانية (الإنجليزية)
- جورج بوش الابن على موقع روتن توميتوز (الإنجليزية)
- جورج بوش الابن على موقع مونزينجر (الألمانية)
- جورج بوش الابن على موقع ألو سيني (الفرنسية)
- جورج بوش الابن على موقع ميوزك برينز (الإنجليزية)
- جورج بوش الابن على موقع أول موفي (الإنجليزية)
- جورج بوش الابن على موقع قاعدة بيانات الأفلام السويدية (السويدية)
- جورج بوش الابن على موقع إن إن دي بي (الإنجليزية)
- جورج بوش الابن على موقع ديسكوغز (الإنجليزية)